# Granatnik RPG-16
RPG-16 – radziecki granatnik przeciwpancerny, następca RPG-7.
RPG-16 ma budowę analogiczną do RPG-7, ale zastosowano granat i wyrzutnię o innym kalibrze. U wylotu lufy został zainstalowany dwójnóg ułatwiający strzelanie z pozycji leżącej. Granatnik RPG-16 został przyjęty do uzbrojenia Armii Radzieckiej w połowie lat 70. i był używany przez jej oddziały uczestniczące w wojnie w Afganistanie, ale opracowanie skuteczniejszej amunicji dla RPG-7 i wprowadzenie do uzbrojenia Armii Radzieckiej granatników jednorazowych w rodzaju RPG-18 sprawiło, że nigdy nie dorównał popularnością poprzednikowi.

## Dane taktyczno-techniczne
- Kaliber: 58,3 mm
- Masa: 10,3 kg
- Masa pocisku: 2,1 kg
- Długość: 1104 mm
- Donośność: 500 m
- Przebijalność: 375 mm